# کاروانسرای میرزا
کاروانسرای میرزا در شهرستان فومن، شهرک تاریخی ماسوله واقع شده و این اثر در تاریخ ۲۵ اسفند ۱۳۸۰ با شمارهٔ ثبت ۵۱۹۱ به‌عنوان یکی از آثار ملی ایران به ثبت رسیده است.